# Josef Fišer (pedagog)
Josef Fišer (13. ledna 1878, Klenčí pod Čerchovem – 18. prosince 1944, Moravské Budějovice) byl český geolog, historik a pedagog, byl ředitelem gymnázia v Moravských Budějovicích a spoluzakladatelem muzea v Moravských Budějovicích. Byl přítelem Jindřicha Jindřicha a Jindřicha Šimona Baara (jeho bratranec). Často spolupracoval s Františkem Jechem.

## Biografie
Josef Fišer se narodil v roce 1878 v Klenčí pod Čerchovem. Jeho otcem byl kovář z Klenčí, který se věnoval historii a sepisoval dějiny obce. Mezi lety 1884 a 1889 Fišer navštěvoval trojtřídku v Klenčí, po ukončení základního vzdělání z důvodu nedostatku peněz měl nastoupit do učení na kováře, ale obecní úřad v Klenčí mu jako nejlepšímu žákovi udělil Nadaci Karla Čejky a on tak mohl pokračovat ve vzdělávání. Udržoval si dobrý prospěch a nadace tak byla každoročně obnovována. V roce 1889 tak nastoupil na gymnázium v Domažlicích, to pak ukončil v roce 1897. Následně nastoupil na přírodovědeckou fakultu Univerzity Karlovy v Praze, kde publikoval už jako student několik odborných prací. Mezi lety 1899 a 1901 se stal dobrovolným pracovníkem paleontologického oddělení Českého muzea v Praze a od roku 1901 byl asistentem geologického ústavu na české technice v Brně. Vedl cvičení a přednášel, neboť jeho vedoucí Jaroslav Jahn měl osobní problémy a neměl na vyučování dostatek času. Jako asistent pracoval do září roku 1902 a v roce 1903 dokončil rigorózní řízení a stal se doktorem přírodních věd.
V roce 1903 se stal pedagogem soukromého českého vyššího gymnázia v Zábřehu na Moravě, kde vyučoval a žil po osm let a od roku 1911 působil v Moravských Budějovicích, kde se stal ředitelem nově vzniklého gymnázia. Formálně však až do roku 1918 zůstal učitelem gymnázia v Zábřehu a byla mu udělena celoroční placená dovolená, aby se mohl věnovat řízení nového gymnázia. Město Moravské Budějovice muselo platit vzniklé náklady státu. Po začátku první světové války hrozilo, že bude muset Fišer narukovat do armády, ale na žádost města Moravské Budějovice byl zproštěn branné povinnosti, stejně tak postupně i většina učitelů gymnázia. Po válce musel řešit nedostatek personálu na gymnáziu, protože mnoho pedagogů odešlo na Slovensko. Gymnázium mělo velké finanční i personální problémy a tak Josef Fišer společně se starostou města Josefem Indrou navrhli a nakonec získali možnost gymnázium zestátnit, to se stalo v roce 1919. Po roce 1919 se začal věnovat zkoumání historie Moravských Budějovic a to ve spolupráci s Františkem Jechem. Od roku 1926 požadoval pravidelně o uvolnění ze zaměstnání, aby se mohl věnovat bádání v archivech v Praze a Brně. Postupně také ukládali materiály pro vznikající muzeum a roku 1924 přenesli veškeré materiály do budovy na Dolním náměstí, kde byly uloženy písemnosti Jaroslava Palliardiho. Roku 1931 vznikla Nadace Josefa Fišera, která měla pomáhat nemajetným nadaným studentům.
V roce 1936 obdržel čestné občanství města Moravské Budějovice. V roce 1938 pak odešel z gymnaziálního postu ředitele, byl již vážně nemocný. Jako svého pokračovatele vybral Františka Šindeláře, později pak ředitelem byl i František Jech. Během druhé světové války se obával zatčení gestapem, ale přesto se dál věnoval dějepisné a veřejné práci. Na stáří se chtěl vrátit do rodného Klenčí pod Čerchovem. Zemřel v roce 1944 v Moravských Budějovic. Město mu vystrojilo velký veřejný pohřeb.
V roce 1931 začal spolupracovat s památkovým úřadem v Brně, měl pečovat o nemovité památky v oblasti Moravských Budějovic.
Roku 1931 se stal předsedou Pokrokové realistické strany v Moravských Budějovicích a po volbách se stal zastupitelem, strana získal jediný mandát a i přesto byl Josef Fišer zvolen do městské rady. Členem pokrokové strany byl až do roku 1935, následně vstoupil do sociální demokracie a za tu byl zvolen v roce 1938 opět do zastupitelstva. Byl členem Společnosti přátel starožitností, Sokola v Třebíči i Moravských Budějovicích, byl také členem dobrovolných hasičů Moravských Budějovic, pěveckého a ochotnického spolku Budivoj. od roku 1932 byl předsedou Společnosti Otokara Březiny, mezi lety 1926 a 1935 byl předsedou okrašlovacího spolku, mezi lety 1925 a 1944 byl předsedou kuratoria Okresního dětského domova, pracoval také pro Československý červený kříž v Moravských Budějovicích, členem Matice moravské, členem Klubu československých turistů, zástupcem obce v kuratoriu městské hudební školy, předsedou kuratoria Krajinského muzea, předsedou místního odboru Národní jednoty, členem spolku ředitelů českých škol středních v Praze, Národohospodářského západomoravského svazu, Husova fondu – spolku na podporu nemajetných studujících, Klubu výtvarných umělců Aleš v Brně, Havlíčkova odboru Ústředního spolku československých profesorů a dalších.
Oženil se v roce 1905, vzal si Filipu Janěkovou z Vyškova, s tou žil v Zábřehu na Moravě, kde se manželům narodili dva synové - Josef a Pavel. Oba synové vystudovali právnické fakulty. Po smrti Otokara Březiny byl správcem jeho závěti.

## Dílo

### Monografie
- Kraj žuly a povaha sousedních hornin u Vltavy nad Sv. Jánskými proudy, Věstník české společnosti nauk 1900, 1901, s. 1 – 52.
- Datolit pod Lišticí u Berouna, Věstník české společnosti nauk, 1902, s. 53 – 100 (společně s Dr. Františkem Slavíkem).
- Datolith unterhalb Lištic bei Beroun, Zentralblatt für Mineralgie 3, 1903, s. 55 – 102.
- Z památek po židech mor. Budějovických v 16. století, Od Horácka k Podyjí 3, 1926, č. 8, s. 117 – 123.
- Památka M. Jana Husa v městských knihách m.b., Od Horácka k Podyjí 3, 1926, č. 10, 153 – 160.
- Budějovičtí a dluhy Zdeňka z Valdštejna, Od Horácka k Podyjí 4, 1927, č. 7, s. 101 – 107.
- Držitelé domů v M. Budějovicích r. 1587, Od Horácka k Podyjí 4, 1927, č. 7, s. 20 – 22.
- Náš ústav v prvním desítiletí republiky, in: Sedmnáctá výroční zpráva reálného gymnázia v Mor. Budějovicích za školní rok 1927 – 1928, Mor. Budějovice 1928, s. 11 – 21 (společně s Františkem Jechem).
- Geschichte der Juden in Mährisch Budwitz. Die Juden und Judengemeiden Mährens in Vergangenheit und Gegenwart, Brno 1928.
- Mor. Budějovice ve sporu s Rudolfem Jindřichem ze Schaumburka ve 2. polovině 17. století. Příspěvek k dějinám a místopisu městě Mor. Budějovic, Od Horácka k Podyjí 5, 1928, č. 3, s. 17 – 21, 49 – 54, 91 – 100, 129 – 141; 6, 1929, č. 4, s. 13 – 17, 38 – 43, 82 – 89.
- Stavba zámku m.budějovického v letech 1666 – 1672. in: Osmnáctá výroční zpráva reálného gymnázia v Mor. Budějovicích za školní rok 1928 – 1929, Mor. Budějovice 1929, s. 7 – 35.
- Z kroniky požárů v Mor. Budějovicích, in: František JECH (ed.), Památník hasičské župy m.-budějovické, Mor. Budějovice 1929, s. 18 – 31.
- Kdy zpustla ves Trpičovice?, Od Horácka k Podyjí 7, 1929, č. 4, s. 130 – 146.
- Kronika tak zvaná Chudánkova a jiné dochované paměti města Mor. Budějovic I. Kronika tak zvaná Chudánkova, in: Devatenáctá výroční zpráva státního reálného gymnásia v Mor. Budějovicích za školní rok 1929 – 1930, Mor. Budějovice 1930, s. 5 – 55.
- Založení vsi Nimpšova na panství novosyrovickém u Mor. Budějovic roku 1785, in: Ročenka městské spořitelny v Mor. Budějovicích na rok 1930, Mor. Budějovice 1930, s. 1 – 16 (v roce 1930 vyšlo též jako samostatný otisk).
- Kaple a letohrádek na hoře sv. Víta u Mor. Budějovic, in: Ročenka městské spořitelny v Mor. Budějovicích na rok 1931, s. 5 – 14.
- Kronika tak zvaná Chudánkova a jiné dochované paměti města Mor. Budějovic II., Dvoje Paměti ze sbírky Pešinovy, in: Dvacátá výroční zpráva státního reálného gymnázia v Mor. Budějovicích za školní rok 1930 – 1931, Mor. Budějovice 1931, s. 29 – 96.
- Knihovna Otokara Březiny při státním reálném gymnáziu v Moravských Budějovicích, in: Dvacátá výroční zpráva reálného gymnázia v Mor. Budějovicích za školní rok 1930 – 1931, Mor. Budějovice 1931, s. 12 – 17.
- Budějovický hrad – panský dvůr – sokolovna, in: František JECH (ed.), Památník sletu sokolské župy plukovníka Švece v Mor. Budějovicích., Mor. Budějovice 1931, s. 45 – 100.
- Úmrtnost na Budějovicku a Jemnicku za hladu roku 1772, Od Horácka k Podyjí 9, 1932, č. 4, s. 2 – 7.
- Paměti jaroměřického varhaníka a rektora Jana Růžičky 1716 – 1782, in: Almanach studentského kroužku v Jaroměřicích nad Rokytnou, Jaroměřice nad Rokytnou 1932, s. 9 – 32.
- Lánové vizitace na Moravě v 17. století. Kritické poznámky, ČMM 56, 1932, s. 59 – 100, 389 – 431; 57, 1933, s. 158 – 179.
- Chrám sv. Jiljí. Farní chrám sv. Jiljí v Mor. Budějovicích, Mor.Budějovice 1933.
- Osud majetku mor. Budějovického primátora Matouše Milera 1609 – 1613, Zpravodaj městské spořitelny v Mor. Budějovicích, březen 1933, s. 5 – 6.
- Jsou vesnice Duchcov a Jiřetice osady zaniklé?, Od Horácka k Podyjí 10, 1933, č. 7, s. 45 – 66.
- Spor pánů z Bukoviny s klášterem perneckým o patronát hostimského kostela v 14. století, Od Horácka k Podyjí 11, 1934, č. 5, s. 30 – 33, 59 – 60.
- Soud před blížkovským rychtářem v 17. stol., Zpravodaj městské spořitelny v Mor. Budějovicích, únor 1935, s. 5 - 18.
- Konec Bratrstva P. Marie Bolestné v M. B., Zpravodaj městské spořitelny v Mor. Budějovicích, říjen 1935, s. 3 – 4.
- Selské nepokoje a Moravě roku 1775, Časopis pro dějiny venkova. 22, 1935, č. 1, s. 49 – 64; č. 2, s. 155 – 171.
- Moravskobudějovičtí syndikové, Zpravodaj městské spořitelny v Mor. Budějovicích, září 1936, s. 5 – 7.
- Dvacet pět let čsl. reálného gymnázia v Mor. Budějovicích, in: Pětadvacátá výroční zpráva Státního československého gymnázia v Mor. Budějovicích za školní rok 1935 – 1936, Mor. Budějovice 1936, s. 23 – 35.
- Poměry národnostní a kulturní v Mor. Budějovicích před zřízením střední školy, in: Pětadvacátá výroční zpráva Státního československého gymnasia v Mor. Budějovicích za školní rok 1935 – 1936, Mor. Budějovice 1936, s. 5 – 23.
- Chrám sv. Markéty v Jaroměřicích nad Rokytnou, in: Josef Kapinus, Jan Podveský (edd.), Jaroměřický památník, Jaroměřice nad Rokytnou 1939, s. 9 - 94
- Ostatní církevní stavby, in: Josef Kapinus, Jan Podveský (edd.), Jaroměřický památník, Jaroměřice nad Rokytnou 1939, s. 95 - 136.
- Patronát, duchovní pastýři, farnost a farníci, in: Josef Kapinus, Jan Podveský (edd.), Jaroměřický památník, Jaroměřice nad Rokytnou 1939, s. 137 – 194.

### Časopisy
- Almanach studentského kroužku v Jaroměřicích nad Rokytnou
- Časopis Společnosti přátel starožitností
- Časopis Matice moravské (ČMM)
- Časopis pro dějiny venkova (ČDV)
- Od Horácka k Podyjí
- Jaroměřický památník
- Památník hasičské župy moravskobudějovické
- Výroční zprávy gymnázia v Moravských Budějovicích
- Zpravodaj městské spořitelny